# Tössbo och Vedbo domsaga
Tössbo och Vedbo domsaga (även benämnd Norra Dalslands domsaga) var en domsaga i dåvarande Älvsborgs län som omfattade Tössbo och Vedbo härader samt sammanföll med Vedbo fögderi. År 1918 var invånarantalet 29 889 och arealen 2,392 km². 
Domsagan bildades 1770 och  föregicks av Tössbo, Vedbo, Nordals, Sundals och Valbo häraders domsaga. Domsagan omfattade före 1948 Tössbo tingslag och Vedbo tingslag för att efter att Åmåls stad 1948 uppgått i domsagan bestå av Tössbo och Vedbo tingslag. 
1971 uppgick domsagan i Tössbo och Vedbo tingsrätt, från 1974 benämnd Åmåls tingsrätt och dess domsaga som 1999 uppgick i Vänersborgs tingsrätt och domsaga.

## Häradshövdingar
- 1770–1776 Otto Henrik de Frese
- 1776–1796 Carl Emanuel Eneroth
- 1796–1802 Per Åberg
- 1803–1807 Fredrik Ferdinand Flach
- 1807–1810 Johan Fredrik Flach
- 1811–1825 Erik Gustaf Gyllenheim
- 1826–1841 Fredrik Ture Eneroth
- 1841–1847 Johan Jakob Jakobi
- 1848–1865 Teodor Gradman
- 1866–1887 Viktor Alexander Sandström
- 1887–1910 Ernst Casper von Unge
- 1911–1936 Karl Frithiof Mellén
- 1936–1951 Vilhelm Carl Lundmarker
- 1952–1970 Gunnar Otto Eurenius